# Новокаменна епоха
Новокаменна епоха или неолит (на гръцки: neos – „ново“ и lithos – „камък“) (8000 – 4000 г. пр. н.е.) е последният период от каменната епоха. Това е най-ранната фаза на уседнал живот и наличие на земеделска дейност при отделните човешки общества. По българските земи тя е между 7-ото и 4-то хил. пр. н.е. но другаде, например в Близкия изток, обществата започват да обработват земята около 1000 – 1500 години по-рано. В Древен Египет неолитът продължава до протодинастичния период, ок. 3150 г. пр. н.е. В Китай той продължава до около 2000 г. пр. н. е. с възхода на културата Ерлитоу преди династията Шан, а в Скандинавия неолитът продължава до около 2000 г. пр. н. е.
Името е измислено от Джон Лъбок през 1865 г. Той предлага да се различават палео-, мезо- и нео-лит. Появата на метални инструменти бележи края на неолита и цялата каменна епоха. Началото на прехода към следващ период се нарича „енеолит“ или каменно-медна епоха, а тя прераства по-нататък в бронзовата или желязната епоха.
Новокаменната епоха по-конкретно се свързва с група специфични поведенчески и културни промени сред човешките общества, включващи отглеждането на културни растения и използването на питомни животни. Преходът от събирателство и лов и номадски/полуномадски начин на живот (характерни за старо- и среднокаменната епохи) към земеделие и уседнал начин на живот е наречен неолитна революция.

## Стопанство
От 10000 до 8000 г. пр. н.е. хората култивират и отглеждат прости земеделски култури (диви и питомни) и развъждат кози и овце.
Към 7000 г. пр. н.е. започват да опитомяват и други животни – (крави, прасета), опитомяват кучето, както и започват да живеят в постоянни и наколни селища. Развива се и грънчарството. Развитието на тези умения отново не е едновременно и се появява по различно време в различните части на света. Японските общества например познават грънчарството още през среднокаменната епоха, докато обществата в Западна и Централна Европа го откриват едва ок. 6000 г. пр. н.е.
Земеделието и скотовъдството били основна стопанска дейност през неолита и халколита. Земята била обработвана с помощта на дървени и каменни оръдия. През халколита били използвани мотички, изработени от рог на елен, а през втората му половина в употреба влязло ралото – кука, с което били разравяни рохкави почви. Може би някои почви били напоявани по изкуствен начин от водите на пълноводните реки. Първите земеделци засявали различни сортове пшеница (най-рано бил отглеждан еднозърнестият лимец), ечемик, фий, бобови растения и други. Отглеждали са лози (Казанлък, с. Чавдар, Пирдопско), събирали горски плодове. Реколтата от житни растения прибирали с помощта на сърпове, характерни за старата неолитна култура. Този вид сърпове са изработени от рог на елен и снабдени с кремъчни зъбци, обикновено четири на брой. Зъбците били заздравявани в жлеба на сърпа посредством иглолистна смола. Дължината на сърповете е около 30 см. Краищата на някои от тях са украсени с нарези, а на дръжката има дупка за окачване. Такива сърпове са открити в неолитните селища при с. Караново, Стара Загора (Азмашката селищна могила), с. Чавдар, Пирдопско, и особено в Казанлък (тук при разкопки в селищна могила в неолитен пласт е открита една от най-големите колекции от сърпове в Европа – към 70 сърпа). Подобни сърпове са слабо познати дотогава в съседните страни, а също и в по-далечни области в Европа.
Най-старите сърпове, открити в България и особено в Тракийската низина, Казанлъшката долина, в Пирдопско-Златишкото поле и другаде, наред с други находки, като овъглени храни, които се намират в голямо количество в опожарените жилища, както и оръдия за обработване на почвата са красноречиво доказателство за съществуването на развито земеделие още през старата неолитна епоха.

## Керамично производство
Най-характерна е боядисаната керамика с геометрични мотиви, изпълнени с бяла боя върху червена полирана основа преди изпичането на съда. Западнобългарската рисувана керамика освен бяло върху червено има във фонда си и орнаменти, изпълнени с тъмни бои – кафява, черна, виненочервена и др., – които се срещат съвсем рядко в неолитните селища в Южна България. В с. Чавдар, Пирдопско, са открити едновременно и двата вида рисувана керамика, чиито геометрични мотиви се придружават от бели точки.
По същото време в Северозападна България цъфти късно-неолитна културна група, която познавала наред с бихромията (двуцветността) още и полихромията (многоцветността) и достигнала високо съвършенство по отношение на мотивите на орнаментите.
Особено внимание заслужават антропоморфните съдове, които се откриват почти във всяко неолитно селище. Забележителен по своето изражение е лицевият образ върху един антропоморфен съд от с. Чавдар, Пирдопско, който много наподобява театрална маска. Твърде интересен е антропоморфният съд от Казанлък с отчетливо изобразен женски полов орган, който по безспорен начин позволява да се интерпретира като символизиращ култа към плодородието на „майката земя“. Тази „лицева“ ваза прилича на познатите вази от Троя, но ги предхожда най-малко с две хилядолетия.

## Преход към неолита
Изходът от глобалната екологическа криза в края на ледниковия период е бил възможен само чрез коренен прелом в хранителната стратегия на човечеството, т. е. чрез преминаване от присвояващи към произвеждащи стопански структури. На Балканския полуостров обаче през X—VIII хил. пр. н.е. липсват каквито и да са обективни предпоставки за такъв преход. В частност тук не са виреели диворастящи житни растения и не са бродели стада от муфлони и безоарови кози. Липсват и необходимите контингенти население и не на последно място – достатъчно топъл и влажен климат. Поради това тук не е могъл да бъде осъществен директен (континуитивен) преход от палеолита и мезолита към неолита. Такъв континуитивен преход се наблюдава само в Близкия изток, където се очертава т. нар. Плодороден полумесец. Там са били налице всички необходими обективни условия за него, а именно – подходящ климат, наличие на доместицируеми животни и житни растения и – което е най-важното – огромен демографски потенциал. В условията на Неолитната революция тамошните общества запазват, развиват по-нататък и в крайна сметка възвръщат в Югоизточна Европа в преработен и преосмислен вид техническите, социалните и културните придобивки на къснопалеолитното общество.
Най-ранните находища на неолит в България свидетелстват за вече развито познание за керамична изработка, сходно с това от Гърция и Плодородния полумесец, ето защо се смята, че неолитът е принесен наготово към българските земи.

## В България

### Периодизация
Най-общо разделението на периода в България (по Хенриета Тодорова) е на две основни групи:
- Балкано-Анатолийски Раннонеолитен Комплекс (БРН)
  1. БРН-М с подпериоди а и b
  2. БРН-А с подпериоди а и b
  3. БРН-B с подпериоди а и b
  4. БРН-C
- Балкански Къснонеолитен-Ранноенеолитен Комплекс (БКН)
  1. БКН-А
  2. БКН-B
  3. БРЕ (Ранен Енеолит) с подпериоди а и b
  4. БСр.Е (Среден Енеолит) с подпериоди а и b

### Находки
Пирдопско – Златишкото и Софийско поле са били заселени още по време на стария неолит. Най-голямо значение за изясняване на главните проблеми на неолитната култура с рисувана керамика в тези покрайнини имат селищата в с. Кремиковци и край с. Чавдар, Пирдопско.
Неолитно селище край Оходен (Враца) и Овчарово-гората (Търговище) са обекти, разкрити в последните десетилетия.
Кремиковското неолитно селище се намира в центъра на селото на брега на селската река. Дебелината на културния му пласт варира от 3,20 до 4 м. Животът на селището е започнало през стария неолит (културна група Кремиковци 1), траял е през халколита и първата половина на бронзовата епоха. В Софийско поле, особено в подножието на Стара планина и Лозенската планина, има и други неолитни и халколитни селища, например при гр. Нови Искър (кв. Курило) и при селата Бухово, Ребърково, Милковица, в София и др., които говорят за плътното му заселване.
Чавдарското неолитно селище е разположено на брега на р. Тополница, сред малка живописна долина. Дебелината на културните напластявания на селището е около 3,50 м, в които е съществувала неолитна култура, която подобно на селищата в Софийското поле, в Казанлъшката долина, в Тракийската низина и други покрайнини е претърпяла определено развитие.
Най-ранното присъствие на население – носител на производяща икономика в Западна България, се отнася към БРН-М. Констатирано през1986 г. в с. Крайници, Пернишко. където под жилищното ниво, отнасящо се към ранния неолит А, беше открита стерилна алувиална почва, покриваща един още по-ранен жилищен хоризонт с монохромна керамика (Tchohadjiev, S., A. Bakămska, 1990.) Интересно за отбелязване е, че съвременни проучвания показват керамика от БРН-М в места от Североизточна България. Такива находища са Поляница, Копривец и Джулюница – всички съдържащи монохромна керамика – основният носител на информация за ранен неолит.